# Grevillea olivacea
Grevillea olivacea är en tvåhjärtbladig växtart som beskrevs av Edward George. Grevillea olivacea ingår i släktet Grevillea och familjen Proteaceae. Inga underarter finns listade i Catalogue of Life.